# Сулипа
Сулипа — упразднённое село в Кайтагском районе Дагестана. На момент упразднения входило в состав Адагинского сельсовета. Исключено из учётных данных в 1970-е годы в связи с переселением всего населения в посёлок Мамедкала.

## География
Располагалось на правом берегу реки Уллучай, в 1 км к северо-востоку от села Адага.

## История
До вхождения Дагестана в состав Российской империи селение Сюлапан входило в состав общества Кайтаган Кайтагского уцмийства. Затем в Таминское сельское общество Кара-Кайтагского наибства Кайтаго-Табасаранского округа Дагестанской области. В 1895 году селение состояло из 9 хозяйств. По данным на 1926 год село состояло из 24 хозяйства. В административном отношении входило в состав Таманского сельсовета Кайтагского района. Являлось отделением колхоза «Красный Партизан».
С 1969 года было начато плановое переселение жителей села в совхоз имени Ш.Алиева посёлка Мамедкала. 

## Население
| Численность населения | Численность населения | Численность населения | Численность населения | Численность населения | Численность населения | Численность населения |
| 1888                  | 1895                  | 1908                  | 1914                  | 1926                  | 1939                  | 1970                  |
| --------------------- | --------------------- | --------------------- | --------------------- | --------------------- | --------------------- | --------------------- |
| 46                    | →46                   | ↗69                   | ↗72                   | ↗103                  | ↗114                  | ↘25                   |

По переписи 1926 года в селе проживало 103 человека (51 мужчина и 52 женщины), из которых: кайтагцы — 100 %.